# Mtunduru
Mtunduru è una circoscrizione rurale (rural ward) della Tanzania situata nel distretto di Ikungi, regione di Singida. Conta una popolazione di 17 056 abitanti (censimento 2012).